# Paióis Nacionais de Tancos
Paióis Nacionais de Tancos (PNT) é a designação dada ao complexo de paióis do Exército Português que servia de depósito para um elevado número de artigos militares (principalmente, material de guerra), localizado na freguesia de Tancos, Vila Nova da Barquinha (Santarém), junto à Unidade de Apoio da Brigada de Reação Rápida (UABRR).
Estas instalações militares foram desativadas em 2017, no seguimento das graves falhas de segurança que possuiam e devido ao assalto de que foram alvo.

## Características
Esta infraestrutura era composta por 18 paióis, com uma área de 40 hectares e um perímetro de cerca de 2700 m, cercada por uma vedação dupla, espaçada cinco metros entre si. A vedação periférica interior era acompanhada de iluminação, a cada 20 metros. O local estava envolvido por uma rede simples e tinha uma única entrada, com uma casa da guarda, onde era efetuado o controlo de acessos.
Em junho de 2017, os PNT integravam 18 paióis, dos quais:
- 4, para armazenamento de material de guerra do Regimento de Engenharia n.º 1;
- 1, para material do Regimento de Paraquedistas;
- 13 para material da Unidade de Apoio Geral de Materiais do Exército.

## História
Os PNT foram construídos em 1986, sendo a sua segurança atribuída à Direção do Serviço de Material (DSM), em 1987, por despacho do então General Vice-Chefe do Estado-Maior do Exército. No mesmo ano, a DSM solicitou ao Estado-Maior do Exército (EME) a atribuição de meios para garantir a segurança. Foi decidido que a segurança imediata e a administração dos paióis fossem da responsabilidade da DSM, e que à Escola Prática de Engenharia (EPE), localizada em Tancos, fosse cometida a responsabilidade pela segurança próxima.
Os efetivos necessários para a constituição do destacamento de segurança imediata dos PNT foram estabelecidos num total de 44, nos seguintes termos:
- 1 Oficial;
- 5 Sargentos;
- 4 Cabos;
- 34 Soldados.

Em janeiro de 1992, o Estado-Maior do Exército informou que a situação definida em 1988 se manteria até à conclusão dos estudos sobre a reestruturação do Exército, e que, no segundo semestre desse ano, seria determinada a colocação de quatro Cabos e trinta e seis Soldados na EPE. No entanto, no relatório da inspeção realizada em 2001 à EPE pela Inspeção Geral do Exército (IGE), é feita referência à vulnerabilidade que resultava da não colocação, naquela Escola, da totalidade do efetivo que fora decidido em 1988. Entretanto, em novembro de 2004 ocorre o final do Serviço Efetivo Normal (antecipado, na prática, para agosto do mesmo ano), circunstância que levou a que as unidades se debatessem com uma significativa diminuição de efetivos. No relatório da Posse de Comando do Comandante da EPE, de outubro de 2005, é salientada a inexistência de efetivos definidos superiormente e colocados na unidade com o fim expresso de garantir a segurança nos paióis nacionais, o que obrigava, já então, ao empenhamento naquela missão de pessoal da EPE de outras especialidades.
Em 2006, esta responsabilidade passou a ser atribuída ao Depósito Geral de Material do Exército (DGME), atual Unidade de Apoio Geral de Material do Exército. Porém, no final desse ano, a EPE informou que o Depósito Geral de Material do Exército não colocava militares na Unidade, tendo em vista assegurar a segurança física. A fim de colmatar as necessidades em recursos humanos, e perante aquilo que começava a configurar um impasse, o Comando das Forças Terrestres (CFT) estabeleceu, no início de 2007, a composição do efetivo militar a afetar à segurança dos PNT, bem como a forma e o modo, referidos anteriormente, de realizar tal desiderato:
- 1 Sargento;
- 1 Cabo;
- 6 Soldados.

A entidade primariamente responsável passou, então, a ser a Brigada de Reação Rápida (BRR), a periodicidade decidida foi de um mês e implementou-se o critério da rotatividade.
Formalmente, consolidou-se por isso, já em 2007, uma redução de cerca de 75% do determinado inicialmente, mas realmente nunca efetivado, quanto ao número de militares a afetar à segurança dos PNT Em 2008, a EPE, face à sua especificidade, foi retirada do universo das unidades às quais estava atribuída a segurança dos PNT. A diversa correspondência consultada comprova, por outro lado, que a situação de relativa indefinição e de falta de efetivos atribuídos à missão se arrastou ao longo de 2009 e 2010.
Em 2012, a BRR, enquanto entidade primariamente responsável pela segurança, avaliou a situação como preocupante e elaborou uma informação exaustiva para o Comando hierarquicamente superior, referindo as condições existentes nos PNT, identificando riscos e propondo correções para os mitigar. O CFT informou sobre este assunto o Comando da Logística (ComLog). Em 2014, o CFT determinou que o Regimento de Engenharia nº 1 (RE1), transferido da Pontinha para as instalações da EPE, assim que consolidada a sua instalação em Tancos, garantisse em exclusivo a segurança dos PNT.
Em 2017, a segurança desta infraestrutura era guarnecida por sentinelas provenientes de várias unidades militares:
- Regimento de Engenharia 1 (RE1), Tancos;

- Regimento de Paraquedistas (RPára), Tancos;

- Regimento de Infantaria 15 (RI15), Tomar;

- Unidade de Apoio Geral de Material do Exército (UAGME), Benavente.

A força de sentinelas era mudada na manhã de cada dia, em turnos de 24 horas. Cada unidade militar ficava incumbida de guarnecer os PNT com sentinelas, durante um mês, sendo depois a missão assegurada pela unidade seguinte, de forma rotativa. Esta missão era levada a cabo em coordenação com a Unidade de Apoio da BRR (UABRR).

## Sistemas de segurança
A instalação do sistema de sensores de solo e rede interna e o sistema de videovigilância datam da década de 90. O sistema sensorial, no entanto, foi desligado logo em 2000, por se ter tornado ineficiente e, em finais de 2006, a EPE informou que o sistema de vigilância estava obsoleto. Em 2012, todo o sistema de videovigilância foi considerado inoperacional e irreparável, por inexistência de sobressalentes, e, em 2013, foi classificado como obsoleto, datando desse ano o levantamento da necessidade de um novo sistema, por parte da UAGME.
A partir de 2015, o sistema de videovigilância foi integrado no designado “Projeto SICAVE” (Sistema Integrado de Controlo de Acessos e Videovigilância do Exército), que tinha em vista o aglutinar de facilidades que permitisse: implementar uma plataforma central de gestão unificada de segurança física; executar a gestão centralizada e a integração transparente de um sistema capaz de realizar a gravação e gestão de videovigilância (CCTV – Closed-Circuit Television) e de um sistema de controlo de acessos a áreas classificadas ou restritas, permitindo ainda efetuar a integração de sistemas de deteção de incêndios e intrusões.
À data do assalto, em junho de 2017, a situação deste projeto era a seguinte: 9 unidades com instalação concluída; 3 unidades em finalização; 6 unidades com projeto elaborado e com fonte de financiamento identificada (Lei de Programação Militar – LPM, em 2017) e execução prevista para 2017, lote que englobava os PNT; 2 unidades em fase de elaboração de projeto, com fonte de financiamento identificada e execução prevista para 2018; 14 projetos elaborados e sem fonte de financiamento identificada.

### Falhas de segurança
Existiam diversas deficiências/lacunas ao nível das estruturas, entre as quais se destacam as seguintes:
- As portas e fechaduras não tinham os requisitos de segurança exigidos;
- A rede de segurança periférica encontrava-se degradada em alguns pontos;
- Existiam para-raios que não estavam operacionais;
- A Casa da Guarda não tinha comunicação de rede fixa nem existiam meios de comunicação com os postos de sentinela e as rondas móveis, sendo a comunicação assegurada por telemóveis de serviço;
- O pavimento no exterior estava em mau estado de conservação;
- Em termos de meios complementares de vigilância, não existiam quaisquer sistemas de sensores e de videovigilância em funcionamento.

Devido a estas graves falhas de segurança e na sequência do assalto de que foi alvo, esta instalação militar foi desativada, sendo o material em depósito transferido para outros paióis das Forças Armadas Portuguesas.

## Reforço de outros depósitos militares
Como consequência do furto realizado nos Paióis Nacionais de Tancos, outras instalações das Forças Armadas Portuguesas passaram por melhorias nas condições de segurança, como a substituição das redes periféricas, sistemas de vídeovigilância, controlo de acesso aos paióis, mais efetivos para a sua guarnição e construção de novas torres de vigilância.

## Atualidade
Após a retirada de todo o material de guerra presente nos Paióis Nacionais de Tancos em outubro de 2017, estas instalações continuam a ser guarnecidas por militares do Exército, com medidas de segurança reforçadas, nomeadamente a utilização de espingardas com carregador municiado, em vez de utilizarem os carregadores à cintura. Em 2019 o então Chefe do Estado-Maior do Exército, General Nunes da Fonseca, assim como outras patentes militares, afirmaram a importância de manter os Paióis de Tancos como infraestruturas válidas para armazenamento de equipamentos do Exército Português.
 

Em outubro de 2023, foi lançado um artigo no Jornal do Exército, que dá conta que os Paióis Nacionais de Tancos são uma das várias estruturas utilizadas pela Unidade de Apoio Geral de Material (UAGME) para o armazenamento de material militar.